# Repco
Repco ist ein Hersteller und vor allem Großhändler für Autoersatzteile in Australien und Neuseeland mit heute über 4000 Angestellten in rund 450 Geschäften. Mit einem Angebot von über 175.000 Ersatzteilen werden jährlich rund 900 Millionen Dollar Umsatz erzielt. Die Firma wurde 1922 gegründet.
In den 1960er-Jahren war Repco auch die Importgesellschaft für die Produkte von General Motors und der Hersteller eines überdurchschnittlich erfolgreichen Formel-1-Motors. Der australische Konstrukteur Phil Irving versah den Leichtmetall-V8 der Gesellschaft 1966 zu Beginn der Ära der 3l-Motoren mit gänzlich neuen Hochleistungsköpfen. Der Vorteil des auf einem Oldsmobile-Block basierenden Repco 620 V8 war seine kompakte Größe und sein geringes Gewicht, wodurch er in ein bestehendes 1,5-Liter-Formel-1-Chassis eingebaut werden konnte. Mit nur 310 PS (231 kW) war der Repco bei weitem der leistungsschwächste der neuen 3-Liter-Motoren, aber im Gegensatz zu den anderen war er sparsam, leicht und kompakt. Verglichen zu den Konkurrenzaggregaten  war er zuverlässig und aufgrund des geringen Gewichts und der geringen Leistung war die Belastung für Fahrwerk, Aufhängung, Bremsen und Reifen gering.
Mit diesem Motor stattete man die Fahrzeuge des Brabham-Rennstalls seines Landsmanns Jack Brabham aus, dem er so zu seiner dritten Fahrerweltmeisterschaft verhalf. Jack Brabham und Denny Hulme gewannen damit 1966 und 1967 den Weltmeistertitel der Fahrer sowie jeweils auch die F1-Hersteller-Meisterschaft. 